# Villa del Cerro
La Villa del Cerro, o coloquialmente Cerro, es un barrio de la Ciudad de Montevideo, ubicado sobre las faldas del Cerro de Montevideo, creado en 1834 como un poblado independiente de la capital uruguaya, y diseñado con la finalidad de albergar a los miles de inmigrantes que arribaron a Uruguay en sucesivas oleadas inmigratorias que perduraron hasta la década de 1950. 
Desde sus inicios, la Villa del Cerro fue considerada como un verdadero símbolo del peso de la industria cárnica en la economía e historia de Uruguay, debido a la proliferación de saladeros durante el siglo XIX, que posteriormente dieron paso a los frigoríficos del siglo XX. En 1913 fue oficialmente anexada a Montevideo debido al avance urbanístico que sufrió la ciudad, por lo que perdió su estatus de poblado para convertirse en un barrio. Ubicada al Suroeste del Departamento de Montevideo, en las laderas Este y Norte del cerro homónimo, posee 35.498 habitantes según el Censo Nacional de 2004 del INE.
El mencionado cerro, sirve como hogar para tres barrios capitalinos en la actualidad: la Villa del Cerro, Cerro Norte (a partir de la Av. Carlos María Ramírez) y El Tobogán (en las inmediaciones entre Camino La Paloma y Pje. Martori). Estos últimos dos barrios limitan con Cerro Norte a través de la calle La Paloma. El icónico Cerro de Montevideo figura además en el cuartel superior de la derecha del escudo de Uruguay como símbolo de fuerza.

## Historia

### Época colonial o Proyectos defensivos
El ingeniero Domingo Petrarca, diseñador de Montevideo, ya previó en sus proyectos de 1724 y 1727 la construcción de dos baterías; una ubicada en la falda meridional del Cerro y otra en el extremo Noroeste de la península donde se asentaría la ciudad, ambas de forma pentagonal y alineadas, de manera tal que se lograra defender el núcleo urbano de cualquier intento de invasión marítima, cerrando la Bahía de Montevideo.
El primer antecedente sobre la creación de un fuerte en la cima del Cerro se remonta hacia 1744, cuando el ingeniero Diego Cardoso, en un plano de su creación, señala la conveniencia de ejecutar tal proyecto con el objeto de fortalecer la eventual defensa del puerto de la ciudad. Señalaba además que, mientras dicha obra no se realizase, se colocaran como medida provisoria cañones de gran calibre en la cabeza del Cerro. Posteriormente se expusieron otros proyectos que implicaban el protagonismo del Cerro de Montevideo, como la edificación de una batería en la falda del mismo por parte de Bernardo Lecocq, de 1794, o el ambicioso proyecto de Santiago Liniers de 1790, que implicaba la defensa del puerto por medio de lanchas armadas, y consideraba la construcción de una serie de baterías en puntos estratégicos que incluirían al Cerro.
En cambio, más allá de tales proyectos, la primera obra efectivamente realizada en la cima de la elevación fue un rancho de paja, en el cual se alojaría un pilotín de la Armada de España que actuaría como vigía, enviando mensajes mediante banderas de señales a los tripulantes de las embarcaciones que atracasen en el Puerto de Montevideo. La orden fue emitida por el virrey del Río de la Plata Juan José de Vértiz y Salcedo, y comunicada el 28 de abril de 1781 por parte de Manuel Ignacio Hernández, Intendente General de Montevideo, al Oficial Real José Francisco de Sostoa.

En 1801, el rancho de paja fue reemplazado por la llamada Casa del Cerro, construida en ladrillo, que oficiaría de albergue al vigía y a los obreros que construirían el nuevo faro. El faro se inauguró en 1802, y siete años después comenzó, por orden del Gobernador de Montevideo Francisco Javier de Elío, la construcción del llamado Castillo —actual Fortaleza General Artigas— que rodearía completamente al faro. Esta decisión ya tenía largos antecedentes, irrealizados debido a la opinión contraria de los ingenieros militares rioplatenses. Pero las invasiones inglesas de 1807 a Montevideo motivaron la construcción. Diseñada por el ingeniero español José del Pozo, la edificación comenzó en julio de 1809 y finalizó en mayo de 1811, después de una paralización en las obras en 1810.

### Fundación deVilla Cosmópolis

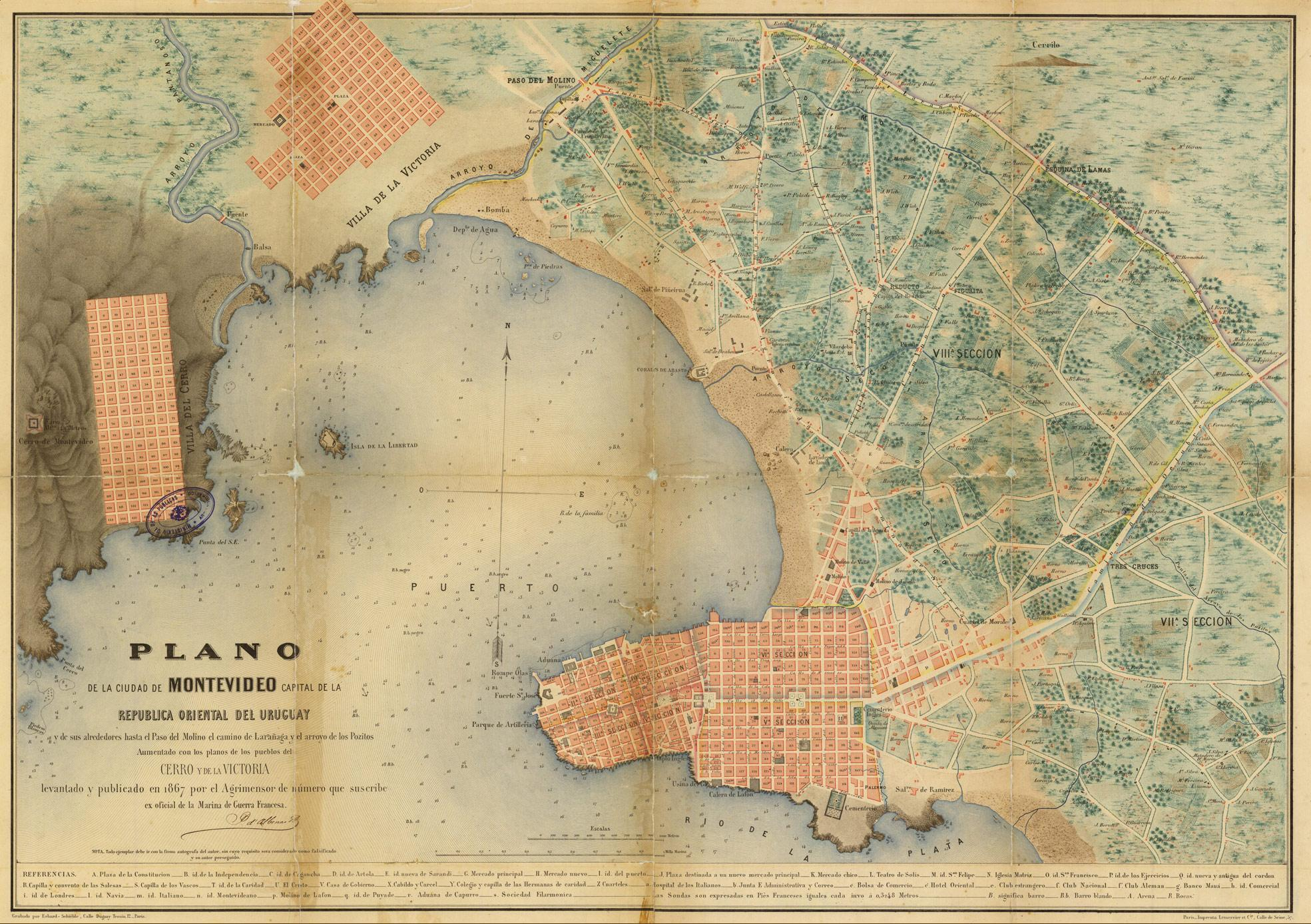
Plano de Montevideo y los entonces pueblos (hoy día barrios) de Villa del Cerro y Villa de la Victoria (actual La Teja), levantado en 1867. Se puede apreciar el trazado urbano de Villa del Cerro, además de la extensión urbana de Montevideo en esa época.

El 30 de diciembre de 1834 —apenas cuatro años después de adquirida la Independencia de Uruguay— un terrateniente y empresario saladeril de nombre Damián Montero decidió adquirir los terrenos de la zona para fundar un establecimiento agropecuario, más precisamente una estancia. El valor de la tierra por la zona prácticamente carecía de valor, y según las crónicas de la época, llegando al Cerro desde la ciudad —actual Ciudad Vieja— había algunas viviendas, una pulpería cerca del arroyo Pantanoso y después de él, un “desierto”. En ese contexto, decidió fundar una población en la ladera Este del Cerro de Montevideo, con el objeto de revalorizar sus tierras y ofrecerles viviendas para sus peones —quienes ya se habían instalado en la zona—.
Con este cometido, fue donde las nuevas autoridades del novel Estado uruguayo para plantearles su iniciativa, que fue fríamente acogida. El expediente que creó Montero ofrecía detalles de interés, pero la resolución del gobierno no llegaba, pese a las presiones.
En los primeros días de diciembre de aquel año, el Ministerio de Hacienda se expide, y apoya la idea de crear una Villa en el Cerro. La propuesta fue minuciosa, y Montero, para estimular aún más la decisión gubernamental, donó importantes áreas destinadas para la construcción del núcleo urbano, entre las que se destinaban para la construcción de viviendas, edificios públicos y una iglesia. El poblamiento de la Villa se haría, según Montero en su expediente, con “colonos del África”, —esclavos— que al llegar serían enviados a la zona, alojados en locales a construir, se les enseñaría el laboreo agrícola que se suponía ignoraban y se los pondría a trabajar en los campos.
En cuanto al nombre, Montero expresaba que: “Es razonable llamarle Cosmópolis a la nueva población a crear en el Cerro, los llanos al mismo y en la costa de la bahía en aquel paraje”. Así las cosas, el 9 de septiembre de 1834 se dictó el decreto —signado por Lucas J. Obes y el vicepresidente Carlos Anaya— que autorizaba la creación de la entonces Villa Cosmópolis. Dicho decreto, entre otras cosas, mencionaba que se creaba la nueva villa:

Con el objeto de dar a la industria doméstica todos los ensanches que están al alcance del Gobierno y sus recursos; con el de ofrecer a la inmigración extranjera un asilo dotado de todas las proporciones que por el momento puede prometerse a la feracidad de nuestro suelo y su inmediación al primer mercado de la República.

El decreto poseía un articulado de cuatro números; los cuales expresan:

Artículo Primero: En la falda meridional del Cerro que da nombre a esta Capital se formará una población con título de villa y fuero como a tal se le compitieran.
Artículo Segundo: La planta de esta población comprenderá el espacio de una legua siguiendo la base del Cerro de Montevideo, y todo lo que sobre ella diese su altura y la de las colinas adyacentes a la bahía hasta encontrar con las obras exteriores de la fortificación.
Artículo Tercero: Por el Departamento Topográfico se procederá inmediatamente a la formación de los planos del terreno, y al trazado de la nueva población, con arreglo a la extensión y condiciones de aquel, cometiendo este trabajo a la aprobación previa del Gobierno.
Artículo Cuarto: Por el Ministerio respectivo se expedirán las órdenes necesarias para que se reconozcan los canales y costas comprendidas entre las faldas del mismo monte y la barra denominada de Cuello, con el objeto de designar el paraje más a propósito que sirva de amarradero a los buques que mantengan la comunicación y el tráfico entre la Capital y la expresada villa.
Decreto Fundacional de Villa Cosmópolis

El 2 de enero de 1835, a poco más de tres meses de dictado el decreto, Carlos Anaya —Presidente del Senado en ejercicio ya que el presidente Manuel Oribe no se encontraba en Montevideo—, acompañado con veinte personas en carruajes, comenzó el camino desde la ciudad hasta aquel solitario paraje. Al llegar a la pulpería del arroyo Pantanoso, Damián Montero aguardaba la llegada del convoy y, tras vadear el espejo de agua, continuaron viaje hacia la Fortaleza, donde se plantearon proyectos para el nuevo núcleo urbano.
Más tarde, según las crónicas, se recorrió el campo circundante donde algún experto pergeñó algún plano, así como unos soldados hacían rápidas mediciones de agrimensura mientras los gobernantes discutían emplazamientos de futuras construcciones. Estos expertos y soldados conformaban el Departamento Topográfico, quienes definieron al nuevo núcleo urbano organizado según un plan hipodámico, popularmente conocido como damero. Este plan consistía en manzanas con forma no rectangular, sino cuadrada perfecta, delimitadas por veinticuatro calles que cruzaban de oeste a este y de norte a sur la futura villa. Asimismo, en ese mismo año de 1835, al tiempo de efectuada la distribución urbanística de la novel villa, una sociedad conformada por Atanasio Aguirre, Francisco Lecocq y Juan Miguel Martínez le adquirieron a Montero las tierras donde se asentaría el futuro poblado.
Finalmente, según decreto del 30 de abril de 1836, el gobierno de Oribe determinó que la zona donde se hallaba la novísima población estuviese comprendida dentro de un radio fijo en el Departamento de Montevideo —limitado por la margen derecha del arroyo Miguelete hacia el Oeste y el Norte— donde se instalarían los saladeros de la ciudad y sus demás industrias (graserías, mataderos y establecimientos de crianza de porcinos), exceptuándose de esta medida aquellos establecimientos industriales que ya estuviesen instalados en otras zonas con anterioridad a la promulgación del decreto. Entre las consecuencias que esta medida trajo consigo, la más notable fue la temprana designación de la entonces Villa Cosmópolis como centro industrial de Montevideo, particularmente ligada a la industria cárnica desde sus inicios.

### Consecuencias de la Guerra Grande

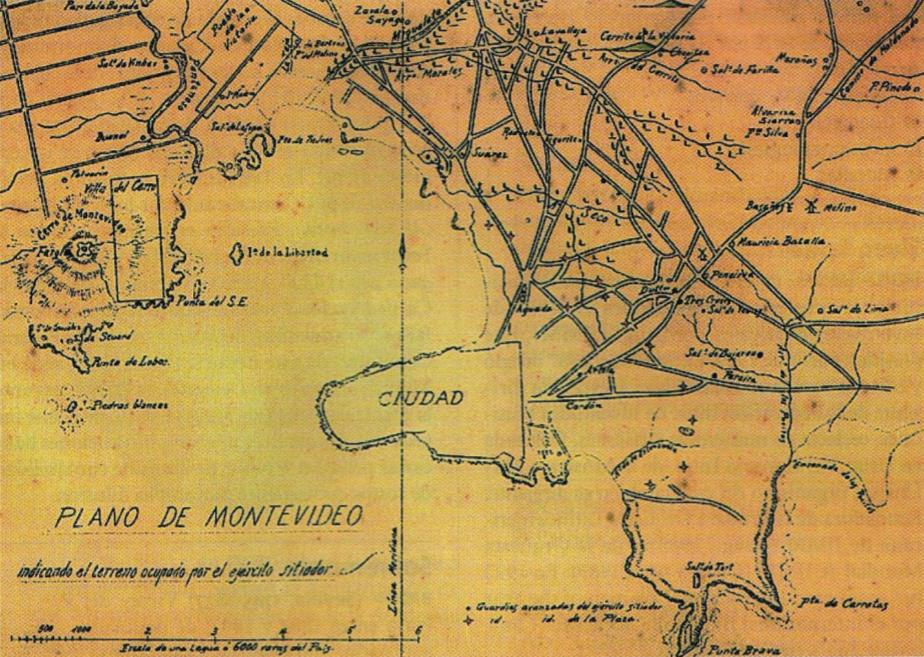
Montevideo durante la Guerra Grande. Nótese, en la izquierda de la imagen

Las consecuencias que implicó la justa bélica en el desarrollo de Cosmópolis fueron, particularmente a partir de 1843, la destrucción, abandono e incendio de muchos de los establecimientos saladeriles debido a las batallas que se libraban en la zona, entre los soldados de la Defensa de Montevideo y el Ejército Unido de Vanguardia de la Confederación Argentina, comandado por Manuel Oribe. La caótica situación llevó a que muchos de los saladeros instalados en la zona se mudaran hacia la jurisdicción del Gobierno de la Defensa o hacia el Cerrito de la Victoria, donde se hallaba el Gobierno del Cerrito.
La finalización de la Guerra Grande, en octubre de 1851, halló a Villa Cosmópolis con un problema particularmente grave aún sin resolver, advertido desde los tiempos de la redacción del Decreto Fundacional: el aislamiento vial que padecía. Pese a que se comunicaba por medio de embarcaciones que surcaban la Bahía de Montevideo, estas eran rudimentarias y sujetas a las eventuales contingencias climáticas. Los saladeros que resistieron la Guerra Grande, además de las granjas y demás establecimientos agropecuarios de la zona, necesariamente dependían de caminos que facilitaran la comunicación con Montevideo y otros parajes, ya que los pocos existentes se hallaban en pésimo estado o ni siquiera se habían delineado antes del Decreto Fundacional.

Desde el Paso de la Arena al Mar del Sur, en un frente de 2 leguas y media y 3 y media de fondo, no hay más que 4 calles que corren del frente al fondo, sin ninguna traviesa, de suerte que un vecino que viva en el fondo, si quiere ir por el camino a la casa de su lindero tendrá que caminar por lo menos unos 8 leguas. Es pues de imperiosa necesidad abrir calles transversales en el Rincón del Cerro, las que atravesando la Zanja Reyuna faciliten la comunicación con Mellila.
Documento de la época.

Por ello, a finales del mandato presidencial de Gabriel Antonio Pereira —más precisamente en 1859—, se propuso un proyecto de reparación de un camino de 50 varas de ancho y 250 cuadras de extensión —41,5 metros de ancho y 21 kilómetros de longitud aproximadamente— que salvara los arroyos Manga, Miguelete y Pantanoso. El costo de la obra era de 7.700 pesos de la época, y el Ejecutivo uruguayo daba por sentado que ese monto provendría de los industriales y terratenientes de la zona ya que eran los que más interés tenían en que esta se concretara.
En tanto, Villa Cosmópolis se convertía en un punto de llegada y asiento de muchos de los inmigrantes que arribaban a Montevideo, proceso que continuaría hasta la primera mitad del siglo XX y que caracterizaría al barrio del resto de la ciudad. Por ejemplo, en el Censo Nacional de 1852, de los 700 habitantes que poseía la villa, el 85% de ellos eran extranjeros y solo el 15% uruguayos.

### Desarrollo posterior

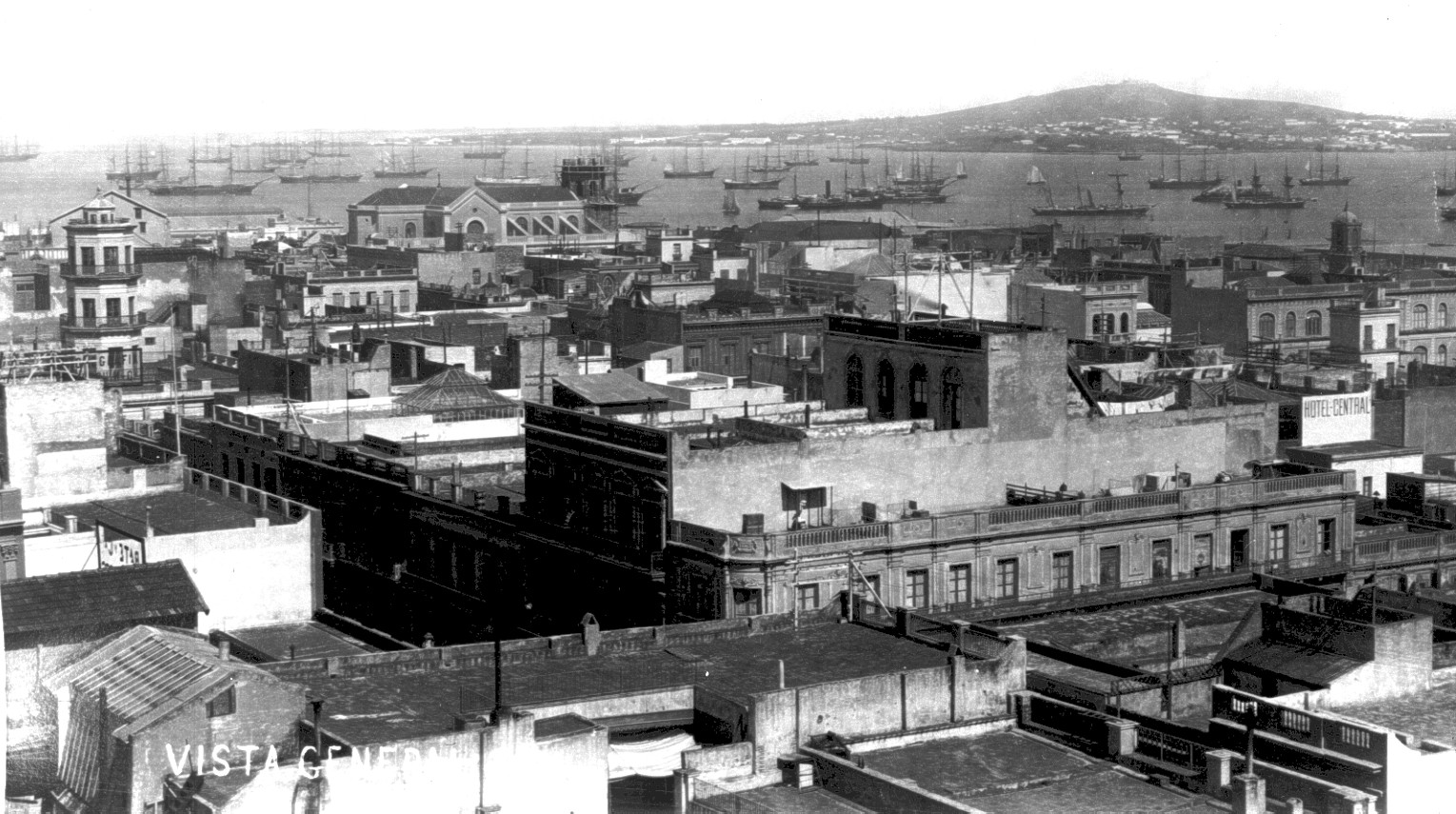
Cerro de Montevideo desde la ciudad. Año 1865.

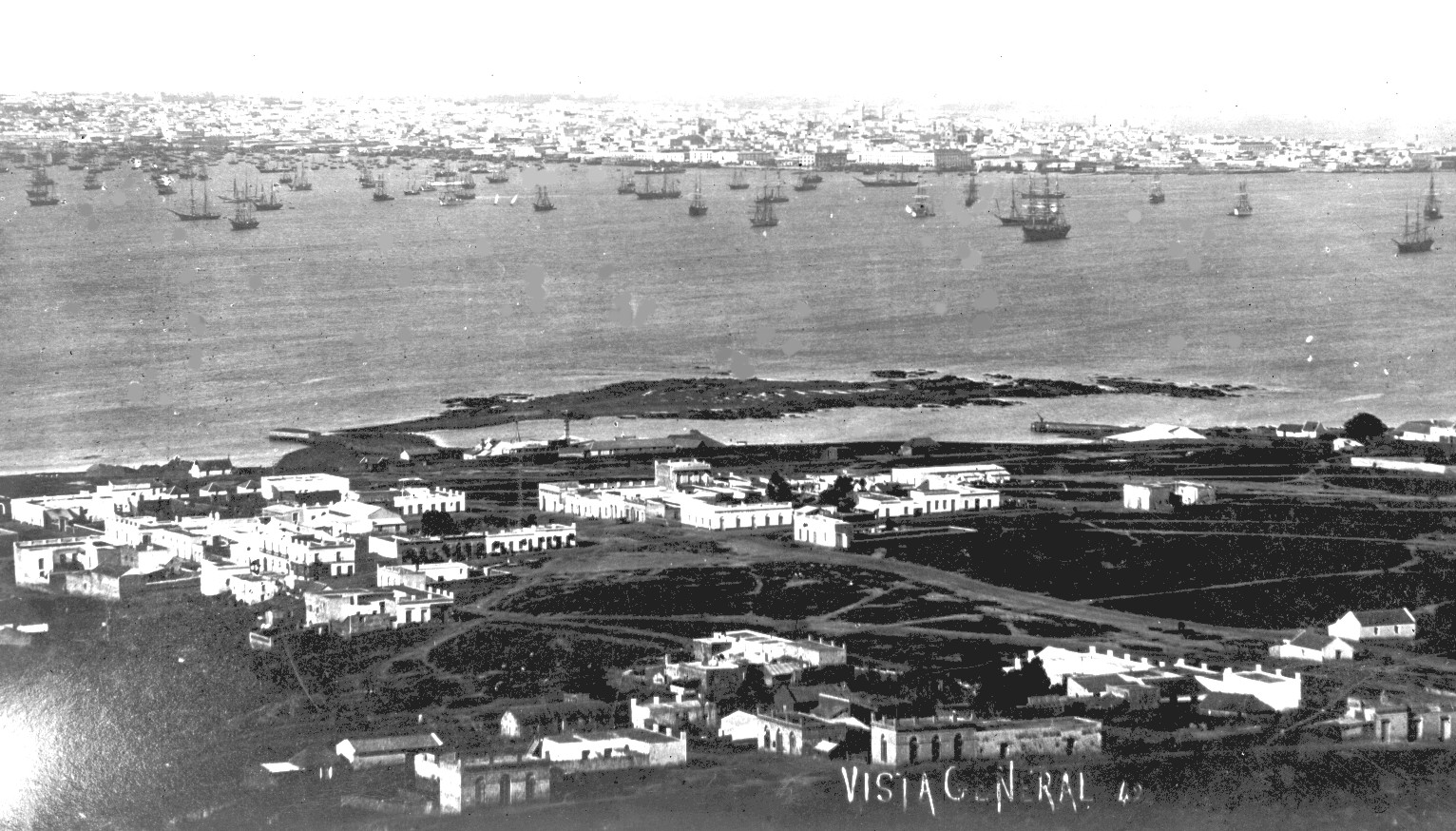
Vista general de la ciudad de Montevideo desde el Cerro. Se pueden apreciar las primeras construcciones de la antigua Villa Cosmópolis. Año 1889.

La proliferación de saladeros en Villa Cosmópolis —consecuencia directa del fin de la Guerra Grande— durante los años de posguerra llevó a que para 1885 existieran once establecimientos de este tipo, más las actividades agrícolas que se llevaban a cabo en los fundos circundantes y las industrias dependientes de la actividad saladeril. Todas estas actividades daban empleo a las 3500 personas que por entonces se suponía que habitaban la villa. La notable dinamización de la zona, fruto de las actividades agroindustriales que allí se daban, ya se hacía evidente hacia 1860 cuando Juan G. Sienrra, presidente de la Comisión Auxiliar de la Villa Cosmópolis, dijo ante la Junta Económico-Administrativa de Montevideo que "El distrito del Cerro contiene, en proporción de su extensión, la industria y agricultura más pingües del país".
Debido a ello, se suscitaron algunos avances en la evolución del poblado, sea ya por obra de los gobiernos nacionales y departamentales o por labor propia de los ciudadanos. El 13 de octubre de 1857, durante una epidemia de fiebre amarilla que asolaba Montevideo, el gobierno de Gabriel Antonio Pereira autorizó la edificación de la capilla Parroquia Santa María del Cerro, construida mediante óbolos de los vecinos que costearon la construcción y la compra del terreno. Esta primera capilla —ubicada en la esquina de las actuales calles Chile y Perú— fue mudada hacia otra construida en la calle Chile entre República Argentina y Francia, debido a que la anterior era "demasiado estrecha". Esta segunda capilla, conocida como capilla vieja, fue también abandonada en favor del templo actual —ubicado en calle Bogotá entre Prusia y Juan Viacaba—, cuya piedra fundamental fue colocada el 17 de diciembre de 1867, en un acto público en el que se encontraban el presidente Venancio Flores y su comitiva, además de la presencia de la Junta Económico-Administrativa de Montevideo, la Comisión Auxiliar de Villa Cosmópolis y autoridades eclesiásticas.
Apenas unos días antes de la inauguración del Tercer Templo, más precisamente el 12 de diciembre de 1867, el gobierno de Flores aprobó un nuevo nomenclátor para las calles del pueblo, "Para mejor inteligencia" de sus habitantes. Estas calles eran identificadas anteriormente según los números que, a modo de nombre, se les había colocado durante el diseño del poblado en 1835 por parte del Departamento Topográfico. Las 24 arterias fueron bautizadas con los lugares de origen de sus pobladores, como Italia, Portugal, Egipto, Prusia, Venezuela, Nueva Granada, Norteamérica y Vizcaya.

Veintisiete naciones, una confederación y una provincia de España
Diario de la época

Al año siguiente, en 1868, se creó el Cementerio del Cerro, ubicado en el mismo emplazamiento en el cual se halla hoy día. Con anterioridad a esa fecha se lo consideraba un "camposanto" administrado por la Iglesia católica, pero con la municipalización de los cementerios llevada a cabo por Bernardo Prudencio Berro pasó a la órbita de la Junta Económico-Administrativa del departamento, la cual lo utilizó para albergar a las víctimas de la epidemia de fiebre amarilla de ese año. El 1 de noviembre de 1879, se inauguró la capilla de estilo neogótico que posee, considerada uno de los pocos ejemplos de este tipo de arquitectura en Uruguay y declarada Monumento Histórico Nacional.
Sin embargo, más allá de todos estos avances, la población tenía otros reclamos que consideraban imprescindibles. La Comisión Auxiliar de Villa Cosmópolis enumeraba ante la Junta Económico-Administrativa de Montevideo la imprescindible realización de las siguientes obras, rotuladas con el carácter de "urgentes": Construcción de un muelle oficial de pasajeros, instalación de un sistema de alumbrado público, servicio de serenos —policías—, el arreglo de la única plaza pública del pueblo y la colocación de chapas de nomenclatura en las esquinas de las calles, de las cuales carecía el poblado pese a la aprobación del nuevo nomenclátor.
En tanto; los principales motores económicos del poblado continuaban siendo los saladeros, en particular uno de un gran terrateniente de la zona, de nombre Rosauro Tabárez. Dicho empresario fue una personalidad clave en la historia de Villa del Cerro, ya que le dio un enorme impulso a la actividad saladeril de la zona. Proveniente de San Carlos, Departamento de Maldonado, se instaló en 1897 con el saladero Santa Rosa, ubicado en las márgenes del Pantanoso. Según las crónicas de la época, absorbió rápidamente a buena parte de su competencia gracias al éxito de una fórmula creada y patentada por él, que permitía un mayor tiempo de conservación del charqui y de sus cualidades nutritivas en comparación con sus competidores, lo que le permitió exportar a mercados como Cuba y Brasil. Ello le permitió ser el empresario saladeril más importante de la zona junto con Ferrés, dueño de un importante establecimiento en Punta de Yeguas, al oeste de Villa del Cerro.
En tanto, dada la importancia que adquiría el poblado como centro industrial, el transporte llegaría por medio del tranvía a caballos en 1871, que luego pasaría a tracción eléctrica a comienzos de la década de 1910 (el conocido Tranvía 16). Posteriormente el popularmente llamado Vaporcito al Cerro entraría en funciones, transportando a los trabajadores desde Montevideo hasta Villa Cosmópolis atravesando la bahía de la ciudad, en un tiempo estimado de quince minutos.

### Irrupción frigorífica

Cruce del Camino al Cerro sobre el arroyo Pantanoso en el 1900 aproximadamente.

Hacia comienzos del siglo XX la Villa del Cerro maduró su destino cárnico con la irrupción de una moderna tecnología que desplazaría a los saladeros: los frigoríficos. En 1902 se instaló el primer emprendimiento frigorífico de Montevideo y el segundo de Uruguay —después de la efímera River Plate Fresh Meat Company de Colonia, la cual funcionó entre 1884 y 1886—, iniciando una era que marcaría el destino del barrio. 
Se trataba de la Frigorífica Uruguaya, pionera en la industria frigorífica nacional, empresa de capitales uruguayos surgida bajo el amparo de políticas proteccionistas.
Hacia 1912 las compañías estadounidenses Swift y Armour —pertenecientes al mismo trust con base en Chicago— instalaron cerca de la Punta de Lobos —extremo meridional de la Villa del Cerro— el Frigorífico Montevideo, que en 1916 pasó a denominarse Frigorífico Swift de Montevideo. Un año después adquirieron el recién inaugurado Frigorífico Artigas, ubicado al borde del arroyo Pantanoso. Solo la primera planta logró faenar 187.000 reses en 1914. Los inversores estadounidenses también inauguraron hacia 1920 el actual Club de Golf del Cerro.

Puente sobre el arroyo Pantanoso con la vista del Cerro de Montevideo al fondo. 1926

El proceso de inversión frigorífica cesó cuando por ley del 6 de septiembre de 1928 el Estado batllista de aquel entonces creó el Frigorífico Nacional, comprando las instalaciones del Frigorífico Sansinena. Su propósito era el de actuar como un frigorífico “testigo”, con el cometido de “industrializar, exportar, guardar en depósito y vender productos y subproductos de las industrias agropecuarias”, y se le adjudicó “el monopolio de la faena para el abasto de Montevideo”.
En tanto, el Estado continuó con su labor en la zona, dándose a la tarea de construcción de viviendas populares para los enormes contingentes de trabajadores que conformaban el personal de los frigoríficos cerrenses, así como de otras zonas industriales del país. Tras la creación de la Comisión de Viviendas Obreras y posteriormente del Instituto Nacional de Vivienda (INVE), bajo el gobierno de Gabriel Terra, se construyeron en Villa del Cerro 372 viviendas individuales para los obreros frigoríficos, lo cual totalizó una inversión total de 1.414.298 pesos de la época. Dichas inversiones fueron realizadas entre 1936 y 1940, y brindaron una importante solución habitacional para muchos de los trabajadores de la zona así como un destacable desarrollo urbanístico de Villa del Cerro.
Fue la época dorada del barrio, donde la práctica totalidad de sus habitantes de entonces vivía, directa o indirectamente, del negocio de la carne, donde los barrios obreros se extendieron por doquier para acoger a los inmigrantes que llegaban sin cesar de todas partes del globo, lo que queda evidenciado en los nombres de sus calles. Según estimaciones, los establecimientos frigoríficos llegaron a emplear a 6.000 habitantes del barrio, cuando la población de Montevideo era de unos 600.000 habitantes en total.

### Final del ciclo cárnico e inmigratorio
Sin embargo, la decadencia sobrevendría. A mediados de la década de 1950 finalizó el ciclo inmigratorio uruguayo, así como se iniciaba un período de contracción económica en el país que alcanzaría sus puntos álgidos en la década de 1960. En la Villa del Cerro, esto se tradujo en la retirada del país de la firma frigorífica Swift, que regenteaba dos de los tres frigoríficos de la zona.
El gobierno intentó revertir la situación creando la ley 12.542 del 16 de octubre de 1958, que creó el complejo frigorífico EFCSA (Establecimiento Frigorífico del Cerro Sociedad Anónima), absorbiendo ambas plantas y reanudaron sus actividades en forma de cooperativa durante varios años para posteriormente cesar sus actividades. El Frigorífico Nacional, en cambio, se mantuvo hasta 1978, cuando el gobierno dictatorial abolió su monopolio del abasto a Montevideo liberalizando los precios del sector agropecuario.
Con el cierre del Frigorífico Nacional culminó oficialmente la era frigorífica en la Villa del Cerro, aspecto que le dio una particular identidad al barrio en Montevideo además de ser su principal motor económico. Ello le provocó al barrio la pérdida de su principal fuente de autoabastecimiento, aspecto que desde la fundación de Villa Cosmópolis hasta esa fecha la había aislado de Montevideo, literalmente; puesto que las fuentes de empleo así como los servicios se encontraban dentro del mismo barrio y, por ende, la vida de los obreros también permanecía allí. De hecho, durante una prolongada huelga de los obreros frigoríficos a comienzos de la década de 1950, al puente sobre el arroyo Pantanoso —que conecta a la Villa del Cerro con el resto de Montevideo— le fue puesto el mote de El Paralelo 38, en un claro paralelismo irónico entre la demarcación establecida durante la guerra de Corea y el sentimiento de aislamiento existente entre los cerrenses y el resto de Montevideo; además de hacer mención a la situación de Villa del Cerro en el Paralelo 38° Sur.
Sin embargo, tras el cierre de los frigoríficos, los habitantes debieron superar la frontera física y psicológica del puente para buscar empleo en otros puntos de la ciudad, algo que nunca había acontecido en la historia del barrio. Por ende, al promediar la segunda mitad del siglo la Villa del Cerro pasó de ser un símbolo obrero e industrial de Montevideo a una especie de ciudad dormitorio.

#### Nuevos proyectos
Una vez consolidada esta tendencia, promediando la década de 1990 se presentaron diversos proyectos que poseían como ejes centrales de los mismos la utilización de los esqueletos de los frigoríficos, varios de ellos en desuso desde el cierre de los mismos durante las décadas de 1960 y 1970, y otros ocupados por emprendimientos efímeros. 
El primero de ellos fue el denominado Parque Tecnológico Industrial del Cerro (PTIC), realizado en 1995 como parte de una iniciativa municipal de crear un polo industrial en donde las pequeñas y medianas empresas de Montevideo pudieran recibir asesoría directa del municipio, así como instalarse en un predio determinado por el Gobierno Municipal con la finalidad de contar con un espacio físico idóneo en donde realizar sus actividades. Dicho proyecto se consumó en 1997, cuando finalizó la compra del predio del antiguo Frigorífico Artigas y se conformó la Comisión Administradora del PTIC, y en 1998 comenzó formalmente a operar el PTIC con ocho empresas instaladas.
Un año más tarde, en 1996, la Armada Nacional de Uruguay realiza la compra del predio que ocupaba el antiguo establecimiento Frigorífico Swift en Punta de Lobos, con la finalidad de instalar allí la Base Naval de su flota en Montevideo. El traslado se debió a razones puramente logísticas, ya que el Puerto de Montevideo encontraba reducido su espacio comercial debido a su actividad, y entonces se decidió liberar el sector militar debido a que este tampoco poseía el espacio físico idóneo para desarrollar plenamente sus actividades.
Con ese objetivo, en junio de 2000 se promulga una Carta de Instrucción donde se establece el traslado del Cuerpo de Fusileros Navales a la Base Naval del Cerro así como la realización del Proyecto Base Naval Cerro (PROBA), oficializado en abril de 2002. Entre los objetivos del PROBA están el reciclaje del edificio central del Frigorífico Artigas con fines administrativos y la construcción de escolleras que alberguen a la flota naval, brindando así todos los servicios logísticos típicos de un emprendimiento de este tipo.
Contemporáneamente a los proyectos anteriormente mencionados, en junio de 1996, la empresa Atenil SA compró los predios que conformaban el antiguo Frigorífico Nacional por medio de una licitación pública, con la intención de llevar a cabo un proyecto de instalación de un puerto de aguas profundas en Punta de Sayago además de una zona industrial circundante, denominado "Complejo Comercial Multipropósito de Punta de Sayago". Entre 1996 y 2004 la empresa realizó los trámites pertinentes ante diversos organismos estatales, los cuales serían rechazados finalmente en 2004 y 2005. Esto causó una situación de litigio entre la Intendencia Municipal y los inversores, por lo que la licitación se deja finalmente sin efecto y, en consecuencia, se suspendieron las obras. Finalmente, en julio de 2007 el Estado uruguayo retoma la posesión del ex Frigorífico Nacional. Diversas organizaciones sindicales y sociales se manifestaron sobre las eventuales consecuencias negativas del proyecto y actualmente plantean la re-instalación del Frigorífico Nacional, así como se prevé la instalación de una planta regasificadora por parte del gobierno uruguayo.

## Transporte
El barrio da origen a un nudo importante del transporte urbano de Montevideo, tanto de la ciudad en sí como del área Oeste del Departamento. El punto neurálgico es la denominada Terminal del Cerro, ubicada en la zona de Cerro Norte, casi en el límite con la Villa del Cerro. La terminal fue inaugurada el 21 de mayo de 2005 por el intendente de Montevideo, Ricardo Ehrlich. Se encuentra en la manzana delimitada por las calles Pedro Castellino, Ramón Tabárez, Avenida Carlos María Ramírez y peatonal Turquía, y fue creada en el marco de la puesta en marcha del STM (Sistema de Transporte Metropolitano), cuyo objetivo es lograr la agilización y modernización del transporte de ómnibus de pasajeros en Montevideo, similar al TransMilenio de Bogotá o a la Red Metropolitana de Movilidad de Santiago de Chile.
La función de la Terminal es concentrar en un solo sitio las rutas de los ómnibus que ingresan o egresan del área Oeste de Montevideo (léase Villa del Cerro, Cerro Norte, Casabó, Santa Catalina, Paso de la Arena, Pajas Blancas), así los pasajeros de toda el área tienen un punto único para transbordar con otra línea si así lo desean, aumentando la cobertura de los ómnibus del sector con el resto de la ciudad de Montevideo sin la necesidad de crear otros recorridos. Estos transbordos se hacen mediante la adquisición por parte del usuario del llamado boleto de una hora; un boleto especial mediante el cual, al arribar en la Terminal el segundo ómnibus —el del transbordo— no hace necesario pagar un segundo boleto
Con la creación de la Terminal, las líneas denominadas Locales (identificadas con la letra L) se han multiplicado. Dichas líneas cubren la zona Oeste partiendo de la Terminal hacia los barrios ubicados al oeste del arroyo Pantanoso. Ello proporciona más cobertura de ómnibus dentro del ese sector del departamento, con un boleto que cuesta la mitad del utilizado dentro de la ciudad de Montevideo.

### Ómnibus que transitan por la Villa del Cerro
| Línea           | Origen-Destino                         |
| --------------- | -------------------------------------- |
| 17              | Casabó-Punta Carretas                  |
| 76              | Playa del Cerro-Punta Carretas         |
| 124             | Santa Catalina-Ciudad Vieja            |
| 125             | Playa del Cerro-Ciudad Vieja           |
| 126             | Casabó/Terminal del Cerro-Ciudad Vieja |
| 133             | Pajas Blancas-Ciudad Vieja             |
| 137             | Paso de la Arena-Ciudad Vieja          |
| 163             | Paso de la Arena-Pocitos               |
| 185             | Casabó-Pocitos                         |
| 186             | Santa Catalina-Pocitos                 |
| 195             | Playa del Cerro-Buceo                  |
| 306             | Casabó-Parque Roosevelt/Géant          |
| 370             | Playa del Cerro-Portones Shopping      |
| D2 (hasta 2020) | Terminal Cerro-Ciudad Vieja            |
| L4              | La Boyada-Terminal del Cerro           |
| L6              | Paso de la Arena-Terminal del Cerro    |
| L7              | Hospital Saint Bois-Terminal del Cerro |
| L12             | Casabó/Playa del Cerro                 |
| L15             | Pajas Blancas/Terminal del Cerro       |
| L17             | Playa del Cerro/Terminal del Cerro     |
| L18             | Playa del Cerro/Terminal del Cerro     |
| L23             | Santa Catalina/Terminal del Cerro      |
| L26             | Casabó/Terminal del Cerro              |
| L37             | Paso de la Arena/Terminal del Cerro    |
| L63             | Paso de la Arena/Terminal del Cerro    |

## Espacios verdes

### Parque Vaz Ferreira

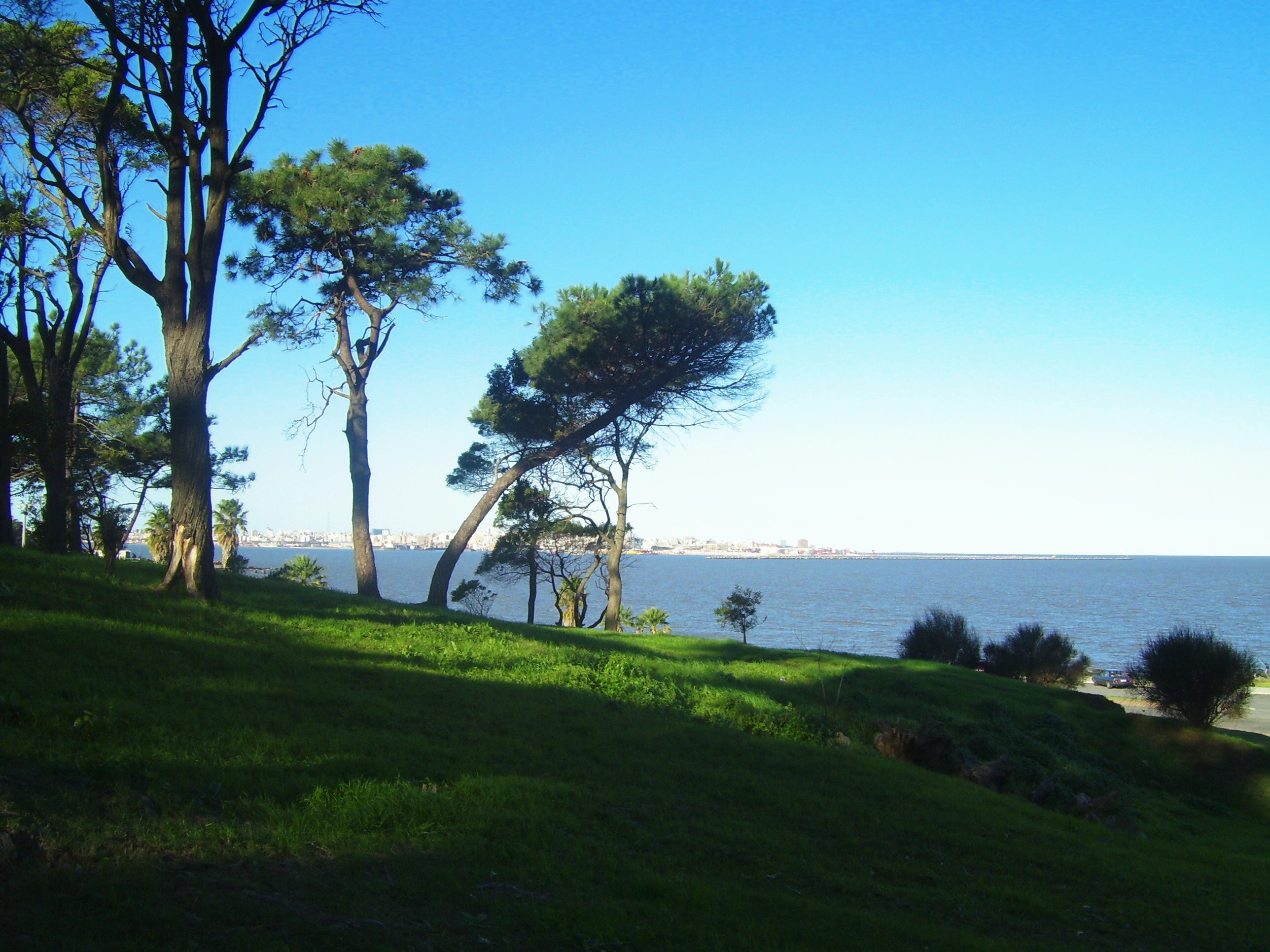
Parque Vaz Ferreira.

El Parque Vaz Ferreira —nombrado así en honor al escritor y filósofo uruguayo Carlos Vaz Ferreira— abarca 112 hectáreas aproximadamente de Villa del Cerro, y se encuentra enclavado en el Oeste del barrio. Sus límites son; por el Oeste la Calle Doctor Harretche —continuación de Camino Cibils hacia el Sur—, por el Sur Rambla José Gurvich —denominación del tramo Oeste de Rambla Suiza—, por el Este la Calle Polonia y por el Norte la Calle Holanda y Avenida José Batlle y Ordóñez. 
Fue creado en el bienio comprendido entre 1956 y 1958, y dentro de su espacio físico se ubican la Fortaleza del Cerro y el Memorial de los Detenidos Desaparecidos, sito en el centro del pulmón verde del barrio. Un apéndice del Parque Vaz Ferreira es el Club de Golf del Cerro, ubicado al oeste del mismo. Los ejes viales más importantes del Parque son la Calle Indio Arispe —que lo atraviesa de este a oeste, en su sector central—, las ramblas Suiza y Gurvich y la Calle Doctor Arretche.
Se trata de un parque agreste debido a su ubicación, desde la cima del Cerro de Montevideo hacia el Sur, es decir, la ladera Sur de la elevación. Entre sus especies vegetales se encuentran el eucaliptus, que predomina en el espacio verde, además de encontrarse un número significativo de pinos, acacias y ceibos, así como cipreses y aloes, ejemplares vegetales no tan abundantes como los anteriores.
Con respecto a su infraestructura, merece destaque la terraza-mirador panorámica de automóviles y peatones dispuesta paralelamente a Rambla Gurvich, con vista a la bahía de Montevideo y la ciudad. Se ha construido además un sendero peatonal accesible para personas discapacitadas, que recorre el parque desde el Sur —la costa— hasta el Norte —la Fortaleza—, donde el Memorial de los Detenidos Desaparecidos cumple el rol de un alto o estación en el trayecto ascendente.
El Parque Vaz Ferreira, al igual que el Parque Batlle y el Parque Rodó de la capital uruguaya, está custodiado desde el 24 de diciembre de 2007 por el denominado Servicio de Guardaparques, cuya función es cuidar y mantener las especies vegetales y los monumentos de los parques metropolitanos. La zona de influencia del parque logra captar a 80.000 usuarios que lo usufructúan regularmente, es decir, más del doble de la población de Villa del Cerro.

#### Fortaleza General Artigas
La Fortaleza General Artigas o Fortaleza del Cerro de Montevideo es una antigua fortificación de Uruguay construida  por orden del gobernador Francisco Javier de Elío en 1808. Es considerado uno de los principales símbolos del país y de la capital, debido a su presencia en el escudo nacional y el escudo departamental. Es también en la actualidad uno de los sitios más visitados de Montevideo.   

#### Memorial de los Detenidos Desaparecidos

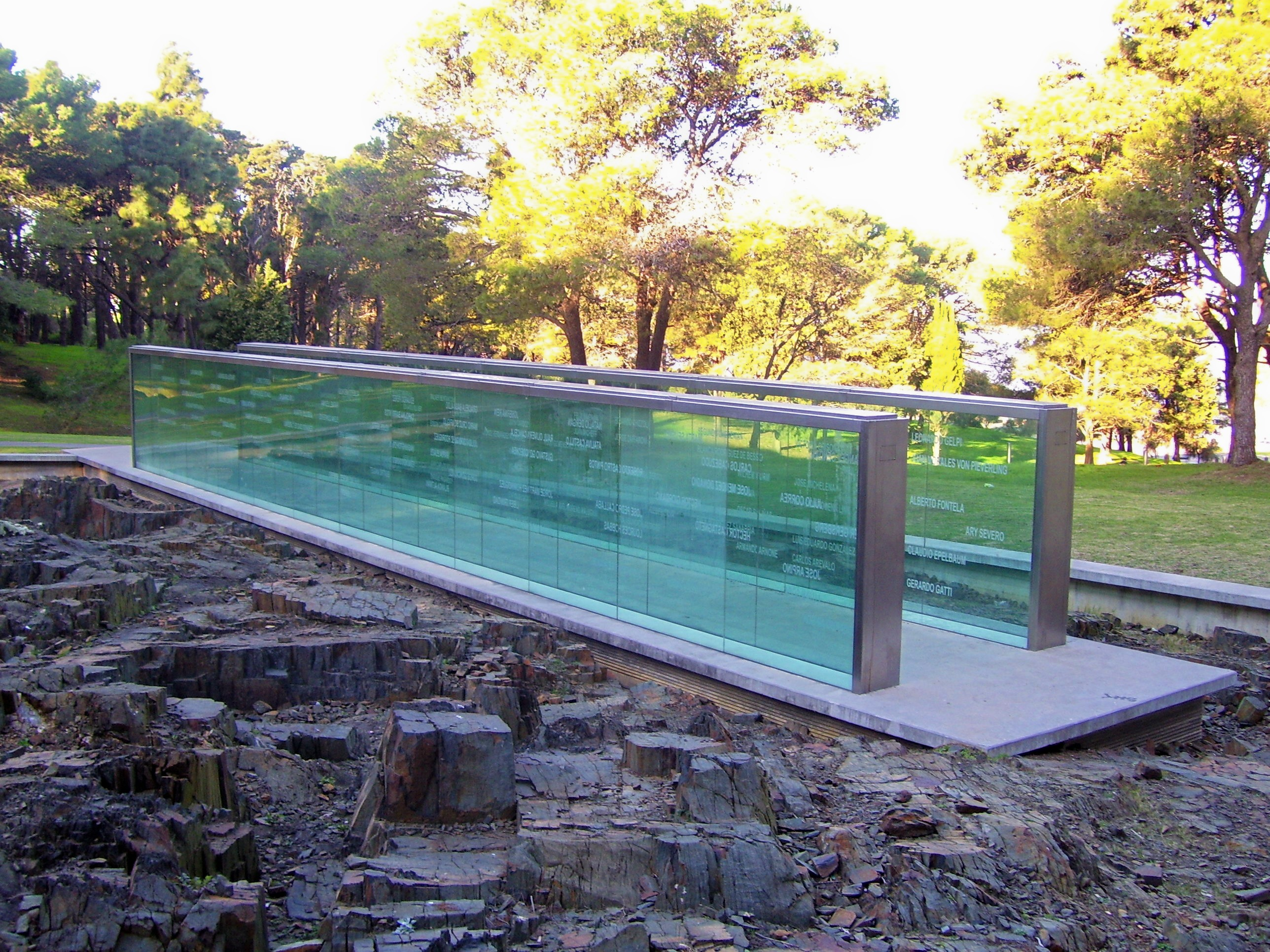
Memorial de los Detenidos Desaparecidos.

El Memorial de los Detenidos Desaparecidos durante el Proceso Cívico-Militar se encuentra en un claro del Parque Vaz Ferreira, comunicado con la Rambla Gurvich por medio de un sendero de hormigón que serpentea por el bosque, siendo la primera estación para el visitante en el ascenso hacia la Fortaleza. Fue inaugurado oficialmente el 10 de diciembre de 2001 —con motivo del 53° aniversario de la Declaración Universal de los Derechos Humanos— en un acto público donde figuraban el ex Presidente de la República Jorge Batlle, el entonces intendente de Montevideo Mariano Arana y organizaciones de defensa de los Derechos Humanos, entre otros.
La construcción del Memorial fue promovida por la Comisión Nacional Pro-Memorial, integrada por un grupo de 33 ciudadanos —entre los que se encontraban Idea Vilariño, Alberto Zumarán, Líber Seregni, Mario Benedetti y Enzo Francescoli, entre otros actores de la vida social uruguaya como Concepción China Zorrilla—, y fue diseñado por los arquitectos Rubén Otero, Martha Kohen, Pablo Frontini y Diego López de Haro, el artista plástico Mario Sagradini y el ingeniero agrónomo Rafael Dodera.
El proyecto surgió de un Concurso de Anteproyectos realizado en 1999, el cual se vio influenciado por el Memorial a los Veteranos del Vietnam, obra de Maya Lin y sito en Washington D. C. Dicho proyecto ganó el Primer Premio, y fue declarado de Interés Nacional por parte de la Presidencia de la República, además de contar con el auspicio de la Intendencia Municipal y la Junta Departamental de Montevideo. Asimismo, el croquis ganó el Primer Premio Compartido en la XIII Bienal Panamericana de Arquitectura de Quito, organizada por el Colegio de Arquitectos de Ecuador, Provincial de Pichincha. El costo de la obra fueron 300.000 dólares, recaudados por medio de donativos. La ubicación del monumento fue determinada por la municipalidad y la Comisión Pro-Memorial, debido al simbolismo del lugar —el Cerro de Montevideo, que figura en el Escudo de Armas de Uruguay—.
Durante la noche, la percepción del monumento varía, ya que actúa como un llamador por medio del encendido de luces dentro del vidrio, que realzan los nombres esmerilados en él. También se caracteriza por el elevado simbolismo que posee, sea este expresado en los materiales utilizados en la construcción del mismo o en su diseño o ubicación. A saber:
- El ascenso hacia el memorial simboliza una peregrinación hacia un estado de recogimiento.
- Su ubicación, en un claro dentro del denso bosque del parque, buscan colocar al visitante en un espacio rodeado de vida. Los árboles que rodean el memorial simbolizan el apoyo de la sociedad a la búsqueda de la verdad.
- El suelo rocoso, descubierto alrededor del monumento, simboliza la verdad hallada e iluminada por la luz solar.
- Los muros transparentes de vidrio —en donde se hallan inscriptos los nombres— surgen de la roca, simbolizando la vida y lo que ella encierra (fragilidad, respeto, cuidado). A su vez, el muro de vidrio y su interrupción de la visual simbolizan además el ocultamiento y misterio de la desaparición.[28]

## Cultura

### Identidad
Históricamente, Montevideo se ha expandido desde su núcleo fundacional —Ciudad Vieja— tanto hacia el Este del Departamento como hacia el Oeste. En ese escenario, Villa del Cerro adquirió un carácter de enclave montevideano en el occidente del Departamento, debido a diversos parámetros como su ubicación geográfica alejada del resto de la ciudad, su composición étnica de la población residente —predominantemente inmigrantes, en particular europeos—, y una gran oferta laboral procedente de las industrias, saladeriles primero y frigoríficas después, lo que a su vez posibilitó la proliferación de diversos negocios que brindaron múltiples servicios al barrio, como la educación y el ocio. Además, la convergencia de inmigrantes con una historia de vida y experiencias similares causó que se desarrollara un sentido identitario y de pertenencia comunes.
Todas estas características configuran la denominada Época de Base, sociológicamente hablando, en donde el barrio era autosuficiente respecto de Montevideo en varios sentidos; laboral, cultural y social. El sentido de pertenencia barrial continúa, pese a que la identidad se ha visto enormemente modificada en los últimos treinta años. Las características sustentadoras de la identidad propia de la Época de Base han desaparecido tras el cierre de los tres frigoríficos de la zona, lo que provocó a su vez que distintos servicios cesaran sus actividades y la pérdida de nicho laboral de muchos futuros trabajadores del barrio. Este hecho causó que las nuevas generaciones debieran buscar trabajo en otros puntos de Montevideo fuera del Cerro de Montevideo, el cual actualmente se dividió en algunos barrios. De esta forma, la autosuficiencia se vio oficialmente terminada, y el Cerro debió adaptarse a un nuevo escenario en donde forma parte de Montevideo, no un enclave aislado de él.

### Teatro Florencio Sánchez
Desde el año 2001, la Villa del Cerro ve enriquecido su panorama cultural con el Teatro Florencio Sánchez, bajo la conducción de Elder Silva.